# Aderus ephippiatus
Aderus ephippiatus es una especie de coleóptero de la familia Aderidae. Fue descrita científicamente por George Charles Champion en 1916.

## Distribución geográfica
Habita en la Región de Tanintharyi (Birmania).